# 植倉大
植倉 大（うえくら だい、1975年6月4日 - ）は、日本の男性声優。オフィス薫所属。奈良県出身。

## 略歴
オフィス薫附属声優養成所第10期卒業生。

## 人物
音域はテノール。方言は関西弁。
特技はモダンダンス、ギター。趣味はプラモ作り。

## 出演

### テレビアニメ
2004年
- 超ぽじてぃぶ! ファイターズ（獅子魔人、燕魔人、巨砲）
- 忍たま乱太郎（2004年 - 2024年、疾風〈2代目〉、雲鬼〈代役〉、家来、魚屋、ドクアジロガサ忍者）

2005年
- 魔法先生ネギま!（男）

2006年
- 陰からマモル!（不良）
- Kanon（観客）
- 内閣権力犯罪強制取締官 財前丈太郎（マスコミB）
- 西の善き魔女 Astraea Testament（兵士B）

2008年
- ネオ アンジェリーク Abyss

### 劇場アニメ
- 映画ドラえもん のび太の新魔界大冒険 〜7人の魔法使い〜（2007年、一ツ星A）

### 吹き替え
- ザ・コア
- スタートレック:エンタープライズ
- The Ultimate Fighter: United States vs. United Kingdom（リッチー・ホイットソン）
- ドラゴン・プロジェクト
- トリプルX（ロジャー・ドナン〈ウィリアム・ホープ〉） - テレビ朝日版
- CODE リョーコ（ニコラス、ウィリアム、ユミの父）